# ニシアフリカトカゲモドキ
ニシアフリカトカゲモドキ（Hemitheconyx caudicinctus）は、ヤモリ科トカゲモドキ亜科フトオトカゲモドキ属に分類されるヤモリである。ペットとして飼育される爬虫類としては、ヒョウモントカゲモドキに並ぶ人気種であり、ファットテールとも呼ばれる。

## 分布域
セネガルからカメルーンにかけてのアフリカ大陸中西部（西アフリカ）沿岸に分布している。

## 形態
全長は20-25センチメートルで、野生個体のオスには25センチメートルを超える大型なものもいるが、飼育下ではそこまで大きくならない。体色は薄茶色と焦げ茶色の横帯模様で構成され、帯の境界には白い線状模様が入る。ムッチリとした重量感のある体つきに太く短い尾、黒い目をしている。ずんぐりとした体型で、尾は太く短い。

## 生態
荒地や岩場、ある程度湿度のある草原や森林に生息する。夜行性で、昼間は岩の隙間等に隠れて休む。
食性は肉食性で自然下では昆虫、節足動物、小型爬虫類、小型哺乳類等を捕食する。
繁殖形態は卵生で、1回に2個ずつの卵を数回にわたって産卵する。

## 人間との関係
野生個体、繁殖個体共に流通するが、野生個体の飼育は難しい。飼育下繁殖はヒョウモントカゲモドキに比べると難しいが成功例は多く、飼育下で様々な品種が作り出されている。繁殖個体では、オスが極端に少ない傾向が見られる。
乾燥した場所にも生息するが草や岩の隙間といったやや湿度のある環境を好むので、やや湿度を持たせたケージにシェルターを設置して飼育されることが多い。